# Iryna Riabchun
Iryna Riabchun (Kiev, 1957) is de eerste vrouwelijke beiaardier uit Oekraïne die is afgestudeerd aan de Koninklijke Beiaardschool Jef Denyn. Ze is een actieve promotor van beiaardkunst in Oekraïne en andere landen.
Iryna Riabchun is afgestudeerd aan de Nationale Muziek-Academie van Oekraïne (1974), aan de National Academy of Music (1981) en de PG-cursus (1999) die het diploma par excellence ontving. Van 1991 tot 1996 woonde en werkte ze in Griekenland en van 1999 tot 2002 in Indonesië. In 2013-2014 studeerde ze beiaard, klavecimbel en kerkorgel aan de universiteit van Sint-Petersburg. Vanaf 2014 studeerde zij aan de Koninklijke Beiaardschool te Mechelen. In 2018-2019 volgt zij de specialisatiecursus in de genoemde school.
Iryna Riabchun is de winnaar van verschillende internationale pianowedstrijden. Uitgebrachte solopiano-projecten in Oekraïne, Frankrijk, Griekenland, Polen, India en Indonesië. Gespeelde solo beiaardconcerten in Oekraïne, Polen en België. Ze is een van de scheppende actieve leden van het Oekraïense International Hoshiv Carillon Festival. Uitgevoerd als solist-beiaardier met Oekraïens Staatspresident Orchestra, orkest van Ivano-Frankivsk operatheater, en Oekraïens klassiek-premier orkest.
Iryna Ruabchun is doctor in de kunstgeschiedenis. Ze werkt op de muziekafdeling van de Kyiv Children's Academy of Arts.